# Alice Paul
Pour les articles homonymes, voir Paul.
Pour l’article ayant un titre homophone, voir Alice Pol.
Ne doit pas être confondu avec Alice Pol.
Cet article possède un paronyme, voir Alice Pol.
Alice Stokes Paul, née le 11 janvier 1885 à Mount Laurel dans l'État du New Jersey et morte le 9 juillet 1977 (92 ans) à Moorestown dans le New Jersey, est une suffragette américaine et Quaker. Avec son amie Lucy Burns et d'autres féministes, elle a organisé des campagnes déterminantes pour obtenir l'obtention du droit de vote des femmes aux États-Unis par l'adoption du dix-neuvième amendement de la Constitution des États-Unis promulgué le 26 août 1920 après sa ratification le 18 août 1920 par le Tennessee.

## Biographie

### Jeunesse et formation
Alice Paul est la fille aînée des quatre enfants de Tacie Parry et de William Mickle Paul I, des Quakers convaincus de l’équité citoyenne des femmes de leur inclusion dans l'éducation, la vie sociale et professionnelle pour améliorer la société. La mère d'Alice, suffragette, emmène régulièrement sa fille à des réunions en faveur du droit de vote des femmes,,,,,.
Après ses études secondaires au Moorestown Friends School , Alice Paul entre en 1901 au Swarthmore College,, d'où elle sort en 1905 après avoir passé des certificats en biologie, elle change d'orientation pour s'intéresser à la sociologie, la politique, les institutions humaines. Elle est admise à la Columbia University School of Social Work (en) New York puis en 1907, elle entre à l’université de Pennsylvanie où elle soutient son Master of Arts (mastère 2) en sociologie puis elle part en Grande-Bretagne étudier les mouvements sociaux. Durant son séjour, elle rencontre des suffragettes britanniques comme Emmeline Pankhurst et l'américaine Lucy Burns auprès desquelles elle apprend les méthodes d'activisme pour faire entendre les droits des femmes. De retour aux États-Unis elle reprend ses études à l'université de Pennsylvanie où elle soutient avec succès son Ph.D (doctorat) d'économie en 1912,,.
Elle décroche également un Bachelor of Laws (licence de droit) au Washington College of Law (en) en 1922,,,,.
En 1927, elle est admise à l'American University, où elle passe successivement le Master of Laws (maîtrise en droit), et en 1928, le Doctor of Civil Law (doctorat en droit civil) ayant pour objet le statut juridique des femmes en Pennsylvanie,,.

### Carrière

#### Suffrage des femmes et XIXeamendement
Après avoir obtenu son diplôme de l'université de Pennsylvanie, Alice Paul rejoint la National American Woman Suffrage Association (NAWSA) et est nommée présidente de leur comité à Washington (district de Columbia),,,,. Elle profite de sa position pour créer un nouveau mouvement (l'Union du congrès pour le droit de vote des femmes), qui regroupe de jeunes féministes aux visions plus radicales que la position majoritaire au sein de la NAWSA.
Alice Paul organise à Washington, le 3 mars 1913, le jour précédent la prise de fonctions du président Woodrow Wilson, une manifestation en faveur du droit de vote des femmes, cette manifestation rassemble plus de 5 000 personnes venues de tous les États de l'Union. Les préparatifs des festivités attirent des milliers de badauds et certains s'en prennent aux manifestants. La police a laissé faire, malgré les violences, la manifestation atteint son objectif : attirer l'attention de la presse nationale sur la question du suffrage féminin et de faire valoir une réforme de la Constitution des États-Unis par l'adoption d’un amendement constitutionnel accordant le droit de vote aux femmes, revendication qui se démarque de celle formulée par des suffragettes comme Susan B. Anthony et Elizabeth Cady Stanton, demandant un droit vote état par état,,,.
Les méthodes de Alice Paul commencèrent à créer des tensions entre elle et les leaders de la NAWSA, qui estimaient qu'un amendement constitutionnel n'était pas un objectif réalisable. Lorsque leur travail de pression se révéla infructueux, Alice Paul et ses soutiens fondent en 1916 le National Woman's Party (NWP), ; elles se mirent alors à reprendre quelques-unes des méthodes utilisées par le mouvement des suffragettes en Grande-Bretagne. Le National Woman’s Party fut largement financé par Alva Belmont,, une femme du monde multi-millionnaire, le NWP publiait une revue hebdomadaire, Suffragist.
Lors de l'élection présidentielle américaine de 1916, Alice Paul et le NWP firent campagne contre le refus persistant du président Woodrow Wilson et d'autres responsables démocrates de soutenir l'amendement constitutionnel. En janvier 1917, le NWP commença ses premières protestations politiques en formant un piquet de protestation devant la Maison-Blanche. Les femmes formant les piquets s’appelaient des « sentinelles silencieuses » ; elles tenaient des banderoles réclamant le droit de vote. C’était un exemple d'une campagne de désobéissance civile non violente. En juillet 1917, des protestataires furent arrêtés sur des accusations d’obstruction du trafic. Beaucoup, comme Lucy Gwynne Branham et Alice Paul, furent reconnues coupables et incarcérées à la Occoquan Workhouse, en Virginie (de nos jours le Lorton Reformatory (en)) et à la prison du district de Columbia,,,,.
En protestation contre les conditions d’incarcération à la Occoquan Workhouse, Alice Paul entreprit une grève de la faim ; elle fut placée à la section psychiatrique de l’hôpital de la prison et gavée de force d'œufs crus à travers un tube d'alimentation. Lorsque ce qu’elle subissait fut connu grâce à la médiatisation, de nouvelles manifestations se déroulèrent, maintenant la pression sur l'administration Wilson. En janvier 1918, Wilson annonça que le suffrage des femmes était un besoin urgent en tant que « mesure de guerre », et demanda au Congrès d'adopter le projet de loi. En 1919, grâce à la majorité d’un seul vote de l'État du Tennessee, le XIXe amendement à la Constitution des États-Unis garantissait le vote des femmes,,.

#### L’amendement sur l'égalité des droits (ERA)
En 1923, Alice Paul et Crystal Eastman rédigent une proposition d’amendement sur l’égalité des droits dans la Constitution (Equal Rights Amendment- ERA),. Cette proposition ne passera pas au Sénat avant 1972, quand elle fut approuvée puis soumise pour ratification. L’approbation par 38 États était nécessaire pour assurer l'adoption de l'amendement. Il n’y eut pas assez d’États — seulement 35 — pour voter en faveur de l’amendement à temps pour la date limite. Toutefois, les efforts pour faire adopter l’ERA par le Congrès dans les années 1970 sont toujours d’actualité, ainsi que les efforts visant à adopter un nouvel amendement sur l’égalité. Plusieurs états ont adopté l'ERA dans leurs constitutions respectives, en janvier 2020, la Virginie devient le 38° et dernier État nécessaire pour ratifier l'amendement sur l'égalité des droits, mais rien n'est encore décidé, une bataille judiciaire est déjà en cours,,,,,.

### Vie privée
Alice Paul décède des suites d'un infarctus à l'âge de 92 ans le 9 juillet 1977 dans la résidence la Quaker Extension Greenleaf dans la ville de Moorestown, dans le Comté de Burlington du New Jersey, près de sa maison familiale de Paulsdale (en),.
Alice Paul repose au Westfield Friends Burial Ground, de Cinnaminson (en), dans le Comté de Burlington (New Jersey).

### Archives
Les archives d'Alice Paul sont déposées à la bibliothèque du Radcliffe Institute for Advanced Study de l'Université Harvard, et à l'Alice Paul Institute d'autres documents sont déposées à la bibliothèque du Congrès et à la Smithsonian Institution,.

## Prix et distinctions
- 1979 : cérémonie d'entrée au National Women's Hall of Fame[44].
- 1994 : cérémonie d'entrée au Temple de la renommée des femmes du Connecticut[45].
- 2010 : cérémonie d'entrée au New Jersey Women's Hall of Fame (en)[46],[47].

## Hommages
- Le Swarthmore College a nommé une de ses résidences pour ses étudiants le Alice Paul Hall en son honneur[48].
- La Montclair State University dans le New Jersey a également nommé une résidence pour ses étudiants en son honneur[49].
- Hilary Swank, joue son rôle dans le film Iron Jawed Angels de Katja von Garnier sorti en 2003[50],[51].
- Deux pays ont émis un timbre-poste en son honneur : la Grande-Bretagne en 1981 et les États-Unis en 1995 (un timbre à 78 ¢ dans la série « Great Americans »)[52],[53].
- Il est prévu de diffuser en 2012, aux États-Unis, une pièce de 10 $ d’un demi-once d'or, dans le cadre d’une série « First Spouse »[54], pour honorer les présidents des États-Unis qui remplissent leur mandat sans épouse, comme le président Chester A. Arthur dont l'épouse, Ellen Arthur, est décédée avant son entrée en fonction[55].
- En 1989, lors du centenaire de la Fondation Alice Paul, des fonds furent réunis pour acheter la ferme de brique à Mount Laurel, où elle est née[56],[11].
- En 1972, le quartier général d'Alice Paul à Washington le Belmont-Paul Women's Equality National Monument est inscrit au Registre national des lieux historiques puis déclaré National Historic Landmark en 1974[57],[58],[59]
- La série télévisée Timeless consacre l'épisode 7 de la saison 2 au combat des suffragettes et à Alice Paul[60].

## Pour approfondir

#### Notices dans des encyclopédies et manuels de références
- (en-US) Alden Whitman (dir.), American Reformers : An H.W. Wilson Biographical Dictionary, New York, H.W. Wilson Co., 1er octobre 1985, 930 p. (ISBN 9780824207052, lire en ligne), p. 640-642.
- (en-US) Shelley Fisher Fishkin (dir.) et David Bradley (dir.), Encyclopaedia of Civil Rights in America, vol. 2 : Equal Rights Amendment--Presidency, U.S, Armonk, état de New York, Routledge, 1997, 721 p. (ISBN 9780765680006, lire en ligne), p. 682-684,
- (en-US) John A. Garraty (dir.) et Mark C. Carnes (dir.), American National Biography, vol. 17 : Park - Pushmataha, New York, Oxford University Press, USA, 1999, 952 p. (ISBN 9780195127966, lire en ligne), p. 156-158.
- (en-US) Monique Avakian, Reformers : Activists, Educators, Religious Leaders, Austin, Texas, Raintree Steck-Vaughn, 2000, 83 p. (ISBN 9780817257330, lire en ligne), p. 56,
- (en-US) Anne Commire (dir.) et Deborah Klezmer (dir.), Women in World History : A Biographical Encyclopedia, vol. 12 : O-Q, Waterford, Connecticut, Yorkin Publications / Gale Cengage, 2001, 879 p. (ISBN 9780787640712, lire en ligne), p. 391-398. ,
- (en-US) Helen Rappaport, Encyclopedia Of Women Social Reformers, vol. 2 : M-Z, Santa Barbara, Californie, ABC-CLIO, 6 décembre 2001, 891 p. (ISBN 9781576071014, lire en ligne), p. 532-535,
- (en-US) Donna Langston, A to Z of American Women Leaders and Activists, New York, Facts on File, 30 juin 2002, 291 p. (ISBN 9780816044689, lire en ligne), p. 174-176,

#### Essais et biographies
- (en-US) Inez Haynes Irwin, The Story Of Alice Paul and the National Women's Party, Fairfax, Virginie, Denlingers Publishing Ltd (réimpr. 1977, 2009, 2018) (1re éd. 1921), 516 p. (ISBN 9781720778745, OCLC 1222883797, lire en ligne),
- (en-US) Katherine H. Adams et Michael L. Keene, Alice Paul and the American Suffrage Campaign, Urbana, Illinois, University of Illinois Press (réimpr. 2008) (1re éd. 2007), 296 p. (ISBN 9780252074714, OCLC 226093708, lire en ligne),
- (en-US) Mary Walton, A Woman's Crusade : Alice Paul and the Battle for the Ballot, New York, St. Martin's Press, 17 août 2010, 304 p. (ISBN 9780230611757),
- (en-US) Chris Lunardini, Alice Paul : Equality for Women and Perfecting Democracy, Philadelphie, Pennsylvanie, Westview Press, coll. « Lives of American Women » (réimpr. 2018) (1re éd. 2012), 220 p. (ISBN 9780813347615, OCLC 808684605, lire en ligne),
- (en-US) J.D. Zahniser et Amelia R. Fry, Alice Paul : Claiming Power, New York, Oxford University Press, USA (réimpr. 2019) (1re éd. 2014), 416 p. (ISBN 9780199958429, OCLC 891805224, lire en ligne),
- (en-US) Deborah Kops, Alice Paul and the Fight for Women's Rights : From the Vote to the Equal Rights Amendment, Honesdale, Pennsylvanie, Calkins Creek, 2017, 232 p. (ISBN 9781629793238, lire en ligne),
- (en-US) Dona Herweck Rice, True Life : Alice Paul, Huntington Beach, Californie, Teacher Created Materials, coll. « Time for kids nonfiction readers », 2017, 68 p. (ISBN 9781493836352),

#### Articles
- (en-US) Sidney R. Bland, « New Life in an Old Movement: Alice Paul and the Great Suffrage Parade of 1913 in Washington, D. C », Records of the Columbia Historical Society, Washington, D.C., vol. 71/72,‎ hiver, 1971/1972, p. 657-678 (22 pages) (lire en ligne ),
- (en-US) Amelia R. Fry, « Suffragist Alice Paul's Memoirs: Pros and Cons of Oral History », Frontiers: A Journal of Women Studies, vol. 2, no 2,‎ 1977, p. 82-86 (5 pages) (lire en ligne ),
- (en-US) Amelia R. Fry, « The Two Searches for Alice Paul », Frontiers: A Journal of Women Studies, vol. 7, no 1,‎ 1983, p. 21-24  (4 pages) (lire en ligne ),
- (en-US) Sally Hunter Graham, « Woodrow Wilson, Alice Paul, and the Woman Suffrage Movement », Political Science Quarterly, vol. 98, no 4,‎ hiver, 1983-1984, p. 665-679 (15 pages) (lire en ligne ),
- (en-US) J. D. Zahniser, « The Fifteenth Star: Alice Paul and the National Woman’s Party in Minnesota », Minnesota History, vol. 67, no 3,‎ 2020, p. 154-161 (8 pages) (lire en ligne ),